# Liste der Baudenkmale in Märkisch Buchholz
In der Liste der Baudenkmale in Märkisch Buchholz sind alle Baudenkmale der brandenburgischen Gemeinde Märkisch Buchholz und ihrer Ortsteile aufgelistet. Grundlage ist die Veröffentlichung der Landesdenkmalliste mit dem Stand vom 31. Dezember 2020. Die Bodendenkmale stehen in der Liste der Bodendenkmale in Märkisch Buchholz.

## Legende
In den Spalten befinden sich folgende Informationen:
- ID-Nr.: Die Nummer wird vom Brandenburgischen Landesamt für Denkmalpflege vergeben. Ein Link hinter der Nummer führt zum Eintrag über das Denkmal in der Denkmaldatenbank. In dieser Spalte kann sich zusätzlich das Wort Wikidata befinden, der entsprechende Link führt zu Angaben zu diesem Denkmal bei Wikidata.
- Lage: die Adresse des Denkmales und die geographischen Koordinaten. Link zu einem Kartenansichtstool, um Koordinaten zu setzen. In der Kartenansicht sind Denkmale ohne Koordinaten mit einem roten beziehungsweise orangen Marker dargestellt und können in der Karte gesetzt werden. Denkmale ohne Bild sind mit einem blauen bzw. roten Marker gekennzeichnet, Denkmale mit Bild mit einem grünen beziehungsweise orangen Marker.
- Bezeichnung: Bezeichnung in den offiziellen Listen des Brandenburgischen Landesamtes für Denkmalpflege. Ein Link hinter der Bezeichnung führt zum Wikipedia-Artikel über das Denkmal.
- Beschreibung: die Beschreibung des Denkmales
- Bild: ein Bild des Denkmales und gegebenenfalls einen Link zu weiteren Fotos des Baudenkmals im Medienarchiv Wikimedia Commons

## Baudenkmale nach Ortsteilen

### Märkisch Buchholz
| ID-Nr.   | Lage                         | Bezeichnung                                     | Beschreibung | Bild                                            |
| -------- | ---------------------------- | ----------------------------------------------- | --- | ----------------------------------------------- |
| 09140332 | (Lage)                       | Jüdischer Friedhof                              | Der Jüdische Friedhof liegt im Wald nordöstlich vom Ort. | weitere Bilder                                  |
| 09140037 | Alte Briesener Straße (Lage) | Gaststätte „Schützenhaus“                       | | Gaststätte „Schützenhaus“                       |
| 09140235 | Am Markt (Lage)              | Kirche                                          | Die Kirche in Märkisch Buchholz ist ein Kirchenbau aus dem Jahr 1753, der auf einen Vorgängerbau aus dem 14. Jahrhundert zurückgeht. Er wurde von August Wilhelm von Preußen, dem jüngeren Bruder von Friedrich II. finanziert. Das Bauwerk konnte in den 2000er Jahren sukzessive saniert werden. | weitere Bilder                                  |
| 09140036 | Gerichtsstraße 13 (Lage)     | Rentamt                                         | | Rentamt                                         |
| 09140367 | Schützenstraße (Lage)        | Wehranlage: Überfallwehr und Schleppeinrichtung | Am Wehr wird ein Höhenunterschied von 5,5 Metern zwischen Ober- und Unterwasser überbrückt. Die Wehröffnung hat eine Breite von 12 Metern, das Doppelschütz von 2 Metern. Die maximal zulässige Wasserabführung beträgt 35 m³/s. Um Aalen ein Passieren des Wehrs zu ermöglichen, baute die Stadt einen Aalleiter als Aufstieg sowie ein Aalrohr als Abstieg. Zur Förderung des Tourismus entstand weiterhin eine elektrische Bootsschleppe. | Wehranlage: Überfallwehr und Schleppeinrichtung |

### Köthen
| ID-Nr.   | Lage                 | Bezeichnung             | Beschreibung                                       | Bild           |
| -------- | -------------------- | ----------------------- | -------------------------------------------------- | -------------- |
| 09141360 | Dorfstraße 23 (Lage) | Wohnhaus (Kossätenhaus) | Das kleine Fachwerkhaus wurde um 1810/1820 erbaut. | weitere Bilder |